# Dasychira umbrata
Dasychira umbrata är en fjärilsart som beskrevs av Bethune-Baker 1911. Dasychira umbrata ingår i släktet Dasychira och familjen tofsspinnare. Inga underarter finns listade i Catalogue of Life.